# Red antitorpedo

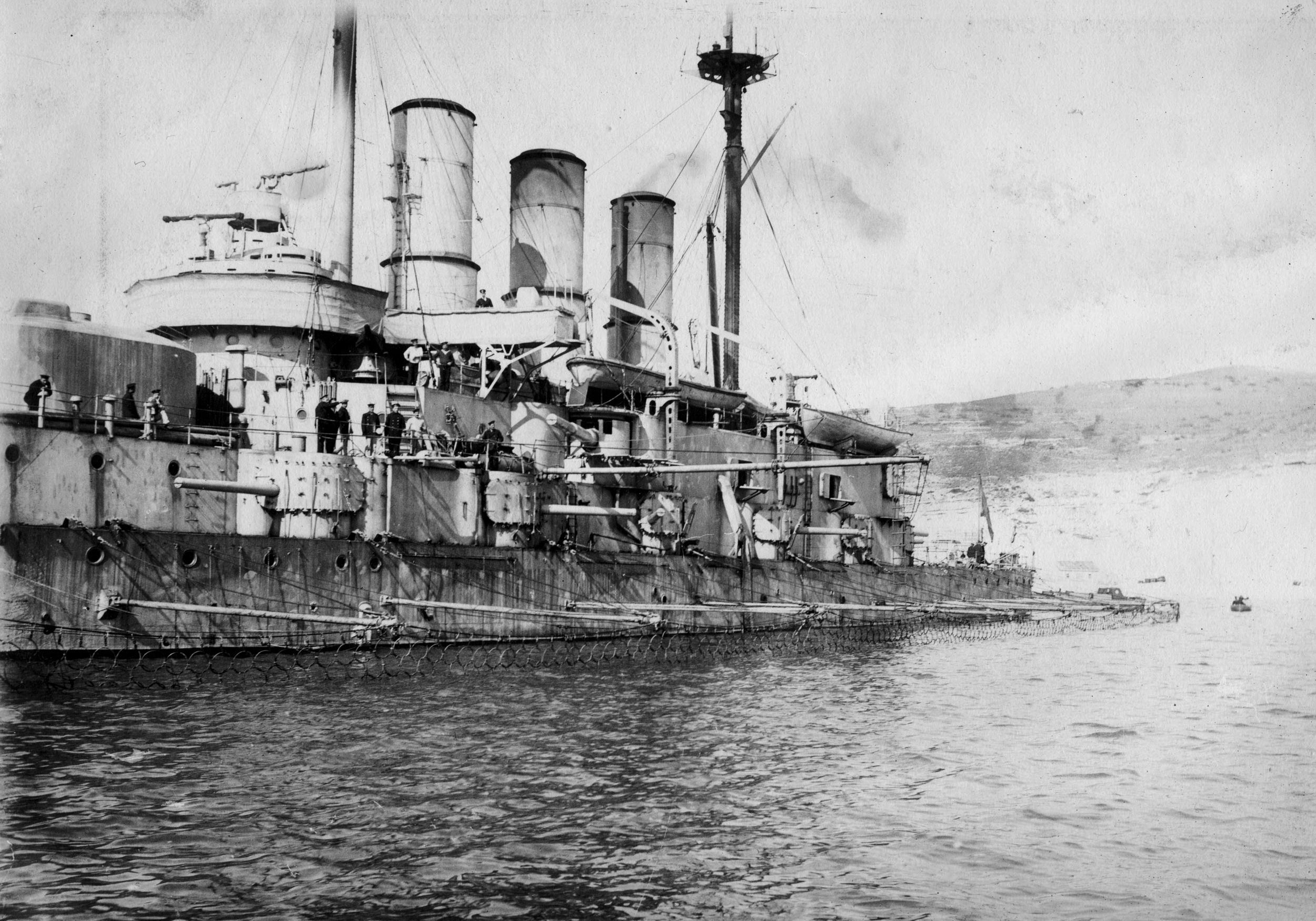
El acorazado ruso Evstafi con su red antitorpedos desplegada.

Las redes antitorpedo eran un dispositivo de defensa pasiva para barcos de guerra contra el ataque de torpedos. Su uso fue práctica común desde 1890 hasta la Segunda Guerra Mundial. Las redes antitorpedo fueron sustituidas por los bulge antitorpedo y los cinturones antitorpedo.

## Historia

### Orígenes

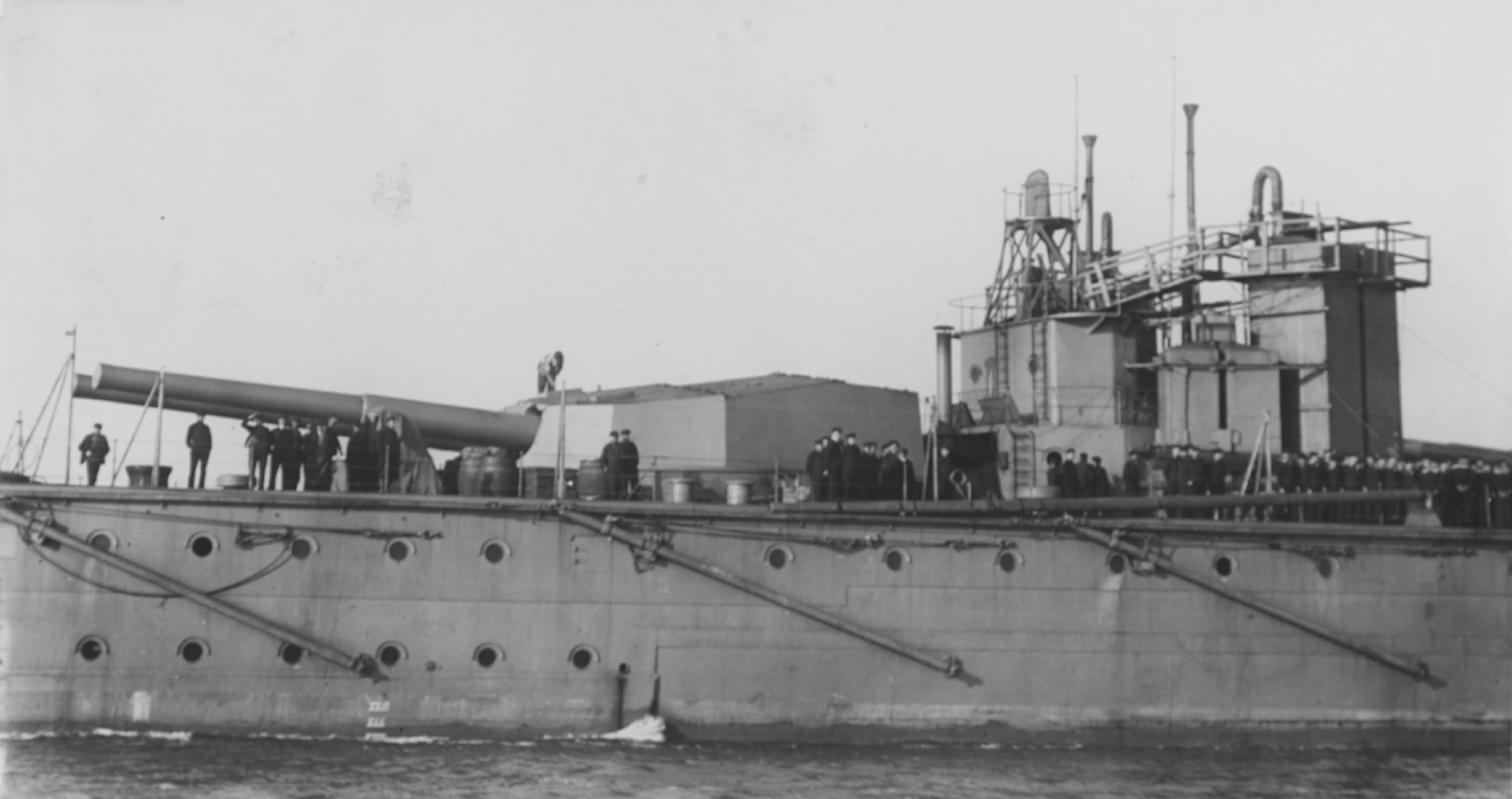
El acorazado HMS Vanguard, con los mástiles de su red antitorpedo plegados sobre el casco.

Con la aparición del torpedo Whitehead (primer torpedo autopropulsado) en 1873 y el posterior desarrollo de barcos torpederos, nuevas medidas eran necesarias para proteger a los buques contra los ataques submarinos. En 1876, el almirantazgo británico expuso una serie de recomendaciones para combatir los torpedos incluyendo "... redes de hierro galvanizado colgadas de mástiles de 40 pies de largo rodeando cada barco de guerra". Las pruebas iniciales se realizaron en 1877 en el HMS Thunderer siendo el primer barco operacional en llevar estas redes.
Las primeras de estas redes se conocieron como "Tipo Bullivant" por ser el nombre de la compañía que las producía. Estaban construidas con aros de acero de 170 mm de diámetro enlazados con otros aros más pequeños que conformaban una malla de un peso aproximado de 5 kg/m². Estas redes se proyectaban hacia fuera por los costados de los barcos por medio de mástiles y poleas. Pruebas intensivas demostraron que las redes eran capaces de detener el impacto de un torpedo de 360 mm (14 pulgadas) sin que causara daños y uno de 410 mm (16 pulgadas) causando daños leves a la red. 
Una red más pesada fue introducida en 1894 formada por aros de 64 mm y un peso de 25 kg/m².

### Torpedo corta redes
La adopción de estas redes trajo consigo la aparición de torpedos con dispositivos corta-redes acoplados en su punta. Estos podían ser con forma de tijeras como los modelos japoneses o tipo pistola que disparaba una carga en el modelo francés. La consecuencia fueron redes más pesadas y densas, consideradas totalmente a prueba de torpedos. 

### Diseño y uso

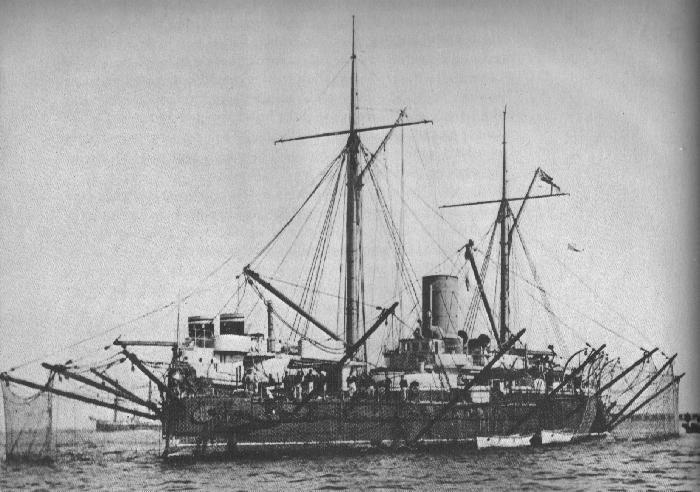
El HMS Hotspur desplegando redes anti-torpedo.

Además de nuevas medidas tácticas como una mayor seguridad en los puertos o la rotación de los buques en los amarraderos, en 1904 las fuerzas navales comenzaron a buscar dispositivos para la protección de ataques con torpedo.
La red antitorpedo resultó ser la solución favorita. Eran pesadas mallas de acero suspendidas en varios brazos horizontales y que podían colgarse alrededor del barco defendido. Cada brazo o mástil salía por debajo de la cubierta principal y estaban sujetos en su parte inferior con unos pasadores de acero que permitía su balanceo. De este modo, los mástiles podían mantenerse pegados al casco en situaciones normales o desplegarse en un breve espacio de tiempo cuando era necesario. Así, la red se mantenía alejada del perímetro del barco a una distancia igual a la longitud de sus mástiles. Distancia esta lo suficientemente segura como para que el torpedo estallase contra la red sin dañar, al menos gravemente, el casco del buque.   

### Guerra ruso-japonesa (1904-1905)
A pesar de que la mayoría de buques de guerra adoptaron las redes antitorpedo y que el peligro de la guerra se acercaba, los rusos no las emplearon durante el ataque japonés con torpedos a un destructor de la Armada Imperial Rusa amarrado en Port Arthur el 8 de febrero de 1904 y que significó el inicio de hostilidades en la Guerra ruso-japonesa.
Más tarde en la guerra, durante otras acciones, las redes fueron usadas satisfactoriamente en varias batallas navales. Por ejemplo, en el final del asedio a Porth Arthur, el buque de guerra ruso Sebastopol fue anclado fuera del puerto a salvo del fuego costero de la artillería japonesa, pero expuesto a constantes ataques de buques torpederos. Del 11 al 16 de diciembre de 1904 el Sebastopol fue atacado incesantemente. Los japoneses emplearon al menos 30 buques torpederos, de los cuales dos fueron hundidos, y se estima que alrededor de 104 torpedos fueron disparados contra el barco. Un torpedo explotó en la red cerca de la proa, provocando una brecha en el cuarto de torpedos, otro torpedo dañó los compartimientos de proa debido a que la red había cedido tanto por las otras explosiones que estalló cerca del casco. Los dos últimos torpedos que impactaron en el buque fueron disparados a corta distancia a quemarropa sobre un costado desprotegido del buque. Dañaron el timón y provocaron una importante grieta en el alcázar, lo que hizo que la popa del barco de hundiera hasta tocar fondo sin que el barco se sumergiera del todo por ser aguas poco profundas. Al final de la batalla, la grieta pudo ser reparada, el buque se reflotó y se llevó hasta alta mar donde fue hundido.

### Declive

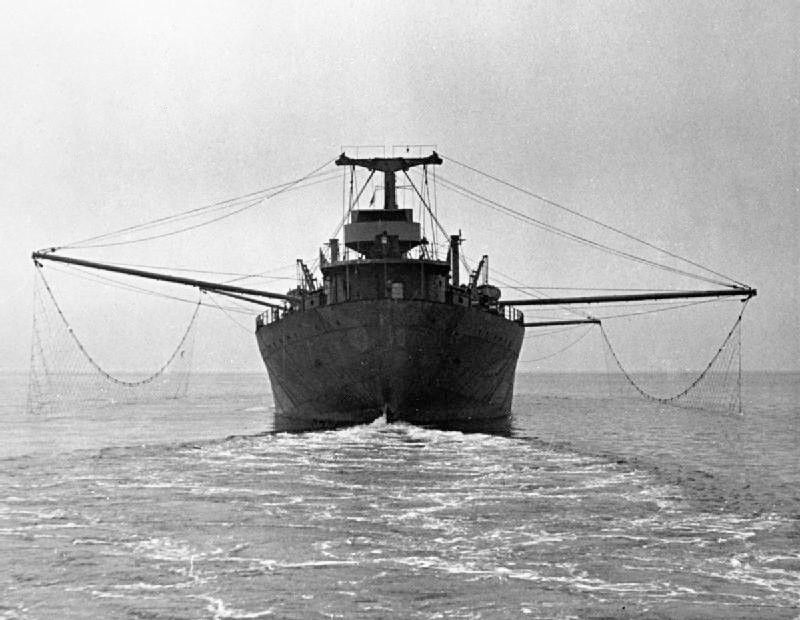
Buque con redes antitorpedo durante la Segunda Guerra Mundial.

El hundimiento con torpedos de tres buques de guerra Aliados durante 1915 en las operaciones navales de la Campaña de los Dardanelos, todos con redes antitorpedo desplegadas, debido al aumento de velocidad de los nuevos torpedos y la nueva táctica de disparar varios torpedos sobre un mismo punto del objetivo constataron que las redes antitorpedo habían dejado de ser eficaces.
Las redes antitorpedo fueron sustituidos por el bulge antitorpedo y el cinturón antitorpedo. A pesar de todo, las redes antitorpedo se continuaron usando durante la Segunda Guerra Mundial, especialmente en barcos anclados, para evitar ataques con torpedos humanos o sabotajes de submarinistas. También se usaron para proteger presas y también ayudaron a desarrollar las bombas de rebote para poder sortearlas como en la Operación Chastise.  